# Беловское (Запорожская область)
Бело́вское (укр. Білівське) — село,
Запорожский сельский совет,
Весёловский район,
Запорожская область,
Украина.
Код КОАТУУ — 2321281202. Население по переписи 2001 года составляло 55 человек.

## Географическое положение
Село Беловское находится в 2,5 км от села Запорожье и в 5,5 км от пгт Весёлое.
Через село проходит автомобильная дорога Т-0805.

## История
- 1924 год — дата основания.

## Известные люди
- Глухов, Василий Павлович (род. 1928) — председатель Мелитопольского горисполкома (1971—1977), депутат Запорожского облсовета (1971—1988), почётный гражданин Мелитополя (1999).